# Vaenga (Barentsovo more)
Vaenga (rus. Ваенга) je rijeka u Murmanskoj oblasti u Rusiji. Duga je 25 km, a ulijeva se u Vaenški zaljev (rus. Губа Ваенга) Kolskog zaljeva, Barentsovo more.
Grad Severomorsk (bivši naziv: Vaenga) nalazi se u Vaenškom zaljevu.